# Sotto il Monte Giovanni XXIII
Sotto il Monte Giovanni XXIII, tidigare Sotto il Monte, är en ort och kommun i provinsen Bergamo i Lombardiet i norra Italien. Kommunen hade 4 516 invånare (2018).
Den saligförklarade påven Johannes XXIII föddes här den 25 november 1881.